# Autophila taurica
Autophila taurica är en fjärilsart som beskrevs av Charles Boursin 1940. Autophila taurica ingår i släktet Autophila och familjen nattflyn. Inga underarter finns listade i Catalogue of Life.